# Fortitudo Agrigento 2016-2017
La Fortitudo Agrigento nel 2016-2017 ha disputato il campionato di Serie A2 e i play-off.

## Verdetti stagionali
- Serie A2: (37 partite)

stagione regolare: 4º posto su 16 squadre (17-13);
play-off: eliminata ai ottavi di finale dalla Fortitudo Bologna (1-3).
- Coppa Italia LNP

eliminato ai quarti di finale contro la Virtus Bologna (0-1).

## Roster
| Fortitudo Agrigento | Fortitudo Agrigento |
| Giocatori           | Staff tecnico       |
| ------------------- | ------------------- |

| 0  | Stati Uniti (bandiera) | G  | Ryan Matthew Bucci         | 1981 |  |  |  |
| 2  | Stati Uniti (bandiera) | AP | Perrin Levon Buford        | 1994 |  |  |  |
| 5  | Italia (bandiera)      | P  | Giuseppe Cuffaro           | 1998 |  |  |  |
| 6  | Italia (bandiera)      | P  | Ruben Zugno                | 1996 |  |  |  |
| 7  | Italia (bandiera)      | G  | Marco Evangelisti          | 1984 |  |  |  |
| 9  | Italia (bandiera)      | AG | Andrea Tartaglia           | 1998 |  |  |  |
| 10 | Italia (bandiera)      | C  | Innocenzo Ferraro          | 1982 |  |  |  |
| 11 | Italia (bandiera)      | AP | Mario Tartaglia            | 1998 |  |  |  |
| 12 | Argentina (bandiera)   | AG | Albano Maximo Chiarastella | 1985 |  |  |  |
| 13 | Italia (bandiera)      | AG | Quirino De Laurentiis      | 1992 |  |  |  |
| 21 | Italia (bandiera)      | P  | Alessandro Piazza          | 1987 |  |  |  |
| 32 | Stati Uniti (bandiera) | AG | Damen Bell-Holter          | 1990 |  |  |  |

| Allenatore                                                            |
| - Franco Ciani                                                        |
| Assistente/i                                                          |
| - Nessuno Legenda - (C) Capitano Roster Aggiornato al: 30 giugno 2017 |

## Statistiche

### Stagione regolare
| Nome                 | Pun | G  | Min  | Falli | Falli | Tiri da 2 | Tiri da 2 | Tiri da 2 | Tiri da 3 | Tiri da 3 | Tiri da 3 | Tiri Liberi | Tiri Liberi | Tiri Liberi | Rimbalzi | Rimbalzi | Rimbalzi | Stop | Stop | Palle | Palle | Ass |
| Nome                 | Pun | G  | Min  | C     | S     | R         | T         | %         | R         | T         | %         | R           | T           | %           | O        | D        | T        | D    | S    | P     | R     | Ass |
| -------------------- | --- | -- | ---- | ----- | ----- | --------- | --------- | --------- | --------- | --------- | --------- | ----------- | ----------- | ----------- | -------- | -------- | -------- | ---- | ---- | ----- | ----- | --- |
| Perrin Buford        | 507 | 29 | 1003 | 60    | 102   | 181       | 335       | 54        | 20        | 60        | 33        | 85          | 121         | 70          | 42       | 192      | 234      | 31   | 5    | 65    | 31    | 49  |
| Damen Bell-holter    | 380 | 30 | 815  | 89    | 75    | 111       | 219       | 51        | 29        | 88        | 33        | 71          | 97          | 73          | 60       | 146      | 206      | 25   | 16   | 62    | 12    | 22  |
| Marco Evangelisti    | 307 | 28 | 785  | 52    | 70    | 61        | 123       | 50        | 45        | 117       | 38        | 50          | 55          | 91          | 6        | 51       | 57       | 0    | 10   | 52    | 11    | 43  |
| Alessandro Piazza    | 229 | 28 | 790  | 85    | 114   | 38        | 113       | 34        | 27        | 82        | 33        | 72          | 88          | 82          | 18       | 84       | 102      | 0    | 3    | 46    | 38    | 145 |
| Ryan Bucci           | 198 | 30 | 553  | 56    | 40    | 45        | 102       | 44        | 26        | 68        | 38        | 30          | 36          | 83          | 7        | 29       | 36       | 1    | 4    | 30    | 9     | 30  |
| Quirino De Laurentis | 191 | 28 | 595  | 68    | 57    | 63        | 113       | 56        | 8         | 40        | 20        | 41          | 59          | 69          | 48       | 87       | 135      | 9    | 5    | 45    | 29    | 19  |
| Ruben Zugno          | 170 | 30 | 499  | 59    | 46    | 44        | 93        | 47        | 15        | 49        | 31        | 37          | 47          | 79          | 14       | 32       | 46       | 0    | 6    | 34    | 23    | 59  |
| Albano Chiarastella  | 151 | 22 | 587  | 35    | 31    | 50        | 80        | 63        | 12        | 43        | 28        | 15          | 29          | 52          | 12       | 89       | 101      | 1    | 2    | 30    | 6     | 34  |
| Innocenzo Ferraro    | 94  | 27 | 372  | 54    | 41    | 16        | 33        | 48        | 13        | 41        | 32        | 23          | 33          | 70          | 20       | 51       | 71       | 4    | 3    | 24    | 4     | 18  |
| Giuseppe Cuffaro     | 9   | 8  | 17   | 3     | 2     | 3         | 5         | 60        | 1         | 2         | 50        | 0           | 2           | 0           | 0        | 0        | 0        | 0    | 0    | 1     | 0     | 1   |
| Tartaglia Andrea     | 2   | 3  | 5    | 0     | 0     | 1         | 3         | 33        | 0         | 0         | 0         | 0           | 0           | 0           | 0        | 0        | 0        | 0    | 1    | 1     | 0     | 0   |
| Mario Tartaglia      | 0   | 3  | 4    | 0     | 0     | 0         | 0         | 0         | 0         | 1         | 0         | 0           | 0           | 0           | 0        | 1        | 1        | 0    | 0    | 0     | 0     | 0   |

### Play-off
| Nome                 | Pun | G | Min | Falli | Falli | Tiri da 2 | Tiri da 2 | Tiri da 2 | Tiri da 3 | Tiri da 3 | Tiri da 3 | Tiri Liberi | Tiri Liberi | Tiri Liberi | Rimbalzi | Rimbalzi | Rimbalzi | Stop | Stop | Palle | Palle | Ass |
| Nome                 | Pun | G | Min | C     | S     | R         | T         | %         | R         | T         | %         | R           | T           | %           | O        | D        | T        | D    | S    | P     | R     | Ass |
| -------------------- | --- | - | --- | ----- | ----- | --------- | --------- | --------- | --------- | --------- | --------- | ----------- | ----------- | ----------- | -------- | -------- | -------- | ---- | ---- | ----- | ----- | --- |
| Marco Evangelisti    | 61  | 4 | 120 | 5     | 21    | 15        | 28        | 54        | 4         | 12        | 33        | 19          | 20          | 95          | 0        | 6        | 6        | 1    | 3    | 8     | 1     | 13  |
| Perrin Buford        | 41  | 4 | 101 | 13    | 12    | 13        | 29        | 45        | 3         | 6         | 50        | 6           | 10          | 60          | 6        | 13       | 19       | 2    | 2    | 7     | 7     | 4   |
| Quirino De Laurentis | 29  | 4 | 83  | 13    | 8     | 10        | 12        | 83        | 1         | 6         | 17        | 6           | 9           | 67          | 5        | 17       | 22       | 2    | 0    | 6     | 3     | 1   |
| Ryan Bucci           | 29  | 4 | 80  | 7     | 4     | 6         | 15        | 40        | 4         | 7         | 57        | 5           | 5           | 100         | 2        | 1        | 3        | 0    | 0    | 5     | 0     | 2   |
| Albano Chiarastella  | 27  | 4 | 103 | 10    | 6     | 9         | 13        | 69        | 2         | 11        | 18        | 3           | 7           | 43          | 2        | 11       | 13       | 0    | 0    | 6     | 4     | 4   |
| Alessandro Piazza    | 26  | 4 | 110 | 9     | 18    | 4         | 15        | 27        | 2         | 14        | 14        | 12          | 16          | 75          | 4        | 7        | 11       | 0    | 3    | 7     | 5     | 15  |
| Innocenzo Ferraro    | 20  | 4 | 62  | 10    | 9     | 4         | 5         | 80        | 3         | 7         | 43        | 3           | 5           | 60          | 2        | 6        | 8        | 0    | 0    | 5     | 3     | 7   |
| Damen Bell-holter    | 12  | 4 | 72  | 9     | 2     | 2         | 8         | 25        | 2         | 8         | 25        | 2           | 2           | 100         | 1        | 18       | 19       | 2    | 0    | 4     | 0     | 2   |
| Ruben Zugno          | 12  | 4 | 61  | 6     | 9     | 4         | 11        | 36        | 0         | 2         | 0         | 4           | 6           | 67          | 1        | 1        | 2        | 0    | 2    | 2     | 0     | 7   |
| Giuseppe Cuffaro     | 0   | 2 | 6   | 0     | 0     | 0         | 2         | 0         | 0         | 0         | 0         | 0           | 0           | 0           | 0        | 1        | 1        | 0    | 1    | 1     | 0     | 0   |
| Tartaglia Andrea     | 0   | 1 | 2   | 0     | 0     | 0         | 1         | 0         | 0         | 0         | 0         | 0           | 0           | 0           | 0        | 0        | 0        | 0    | 0    | 0     | 0     | 0   |